# Balanophyllia gemmifera
Espèce
Statut CITES
Balanophyllia gemmifera est une espèce de coraux appartenant à la famille des Dendrophylliidae. Selon la base de données WoRMS, cette espèce fait partie du sous-genre Balanophyllia (Balanophyllia) Wood, 1844.